# Charles Louis de Bosc de la Calmette
Charles Louis de Bosc de la Calmette (1750 – 22. august 1811) var en dansk overceremonimester, bror til Antoine de Bosc de la Calmette.
Han var søn af den hollandske gesandt i Portugal, Charles François de Bosc de la Calmette, der 1759 blev forflyttet til København. 
Under jordskælvet i Lissabon 1755 blev han sammen med sin bror frelst af sin guvernante, der bar børnene mellem ruinerne ud af byen. Historien fortæller, at hun blev vækket af en skrigende abe og dermed reddet, og på Liselund Slot er denne abe mindet på en spejldekoration i Abeværelset. Han fulgte med forældrene til Danmark i 1759.
I 1776 blev han dansk adelsmand, 1777 kammerherre og i 1783 overfalkonermester, indtil han i 1798 blev overceremonimester. I 1793 blev han ridder af Dannebrog og i 1808 overkammerjunker.
Han ligger begravet i et kapel ved Damsholte Kirke på Møn.